# Dolophilodes ornata
Dolophilodes ornata là một loài Trichoptera trong họ Philopotamidae. Loài này có ở miền Ấn Độ - Mã Lai và miền Cổ bắc.